# Лазарев, Александр Александрович
Алекса́ндр Алекса́ндрович Ла́зарев (также известен как Александр Лазарев-младший; род. 27 апреля 1967, Москва, СССР) — советский и российский актёр, театральный режиссёр, телеведущий. Народный артист Российской Федерации (2007), лауреат Государственной премии Российской Федерации (1996). Главный режиссёр Центрального академического театра Российской армии с 6 декабря 2023 года.
Артист Московского Государственного театра «Ленком» (1990—2023).

## Биография
Родился 27 апреля 1967 года в Москве, в семье популярных советских артистов театра и кино Александра Сергеевича Лазарева (1938—2011) и Светланы Владимировны Немоляевой (род. 1937). Учился в московской школе № 60, одноклассник Дмитрия Пескова.
В 1979 году, в возрасте двенадцати лет, сыграл роль Фёдора Лямина в спектакле «Леди Макбет Мценского уезда» Московского академического театра имени Владимира Маяковского.
В 1984 году поступил в Школу-студию МХАТ на курс Ивана Михайловича Тарханова. Но в 1985 году был призван на военную службу в рядах Советской армии, служил в составе военной команды при Центральном академическом театре Советской армии. В 1987 году вернулся в Школу-студию МХАТ (руководитель курса — Александр Александрович Калягин), окончил её в 1990 году и был принят в труппу Московского государственного театра «Ленком», где выступает по настоящее время.
В кино Александр Лазарев-младший начал сниматься ещё школьником — в телевизионном фильме «Профессия — следователь» (1982) и в дипломной картине В. Крупнова «Первая любовь». В 1982 году сыграл эпизодическую роль в телеспектакле «Тайна Эдвина Друда». В главной роли впервые снялся в фильме Александра Белинского «Провинциальный бенефис» (1993). В начале актёрской карьеры снимался под фамилией Трубецкой. Известность же актёру принесла главная роль Анатолия в фильме Вячеслава Криштофовича «Приятель покойника» (1997). Снялся в клипах режиссёра Тиграна Кеосаяна (песня Шуфутинского, «Песня о друге» Игоря Крутого).
В настоящее время Александр Лазарев-младший является одним из ведущих актёров «Ленкома». Принимал участие в мюзикле «Метро» Московского театра оперетты как приглашённая звезда в роли режиссёра Филиппа.
Член Союза кинематографистов Российской Федерации, Российской академии кинематографических искусств.
В 2021 году Александр Лазарев дебютировал в качестве режиссёра, восстановив в Ленкоме «Поминальную молитву» в постановке Марка Захарова.
6 декабря 2023 года назначен главным режиссёром Центрального академического театра Российской армии Министерства обороны России.

### Личная жизнь
Жена — Алина Лазарева (Айвазян). В начале мая 2018 года, спустя тридцать лет супружеской жизни, обвенчались.
Дочь — Полина Лазарева (род. 18 мая 1990), актриса, в 2010 году окончила режиссёрский факультет (актёрская группа) РАТИ-ГИТИС (мастерская профессора, заслуженного деятеля искусств РФ О. Л. Кудряшова), с 2011 года служит в труппе Московского академического театра имени Владимира Маяковского. Сын — Сергей Лазарев (род. 2000).

### Общественная позиция
Александр Лазарев поддержал военное вторжение России на Украину. Став главным режиссёром Центрального академического театра Российской армии, в интервью «Комсомольской правде», он заявил: «Театр [Российской армии] много времени и сил отдает выездам в войска, на линию фронта, к раненым в госпитали. Есть целые программы и готовые концерты для таких случаев. Кстати, и в «Ленкоме» тоже есть своя, назовем так, фронтовая бригада: Андрей Леонов, Олеся Железняк, Андрей Соколов, Антон Шагин»  .

## Творчество

### Роли в театре
Ленком Марка Захарова
- 1990 — «Звезда и смерть Хоакина Мурьеты» — чилиец / рейнджер / шарманщик (ввод)
- 1990 — «„Юнона“ и „Авось“» — матрос (ввод)
- 1990 — «Ромул Великий» Ф. Дюрренматта — Эмилиан (ввод)
- 1991 — «Гамлет» У. Шекспира; реж.: Г. А. Панфилов — Клавдий (ввод)
- 1993 — «Безумный день, или женитьба Фигаро» П. Бомарше — граф Альмавива (в 2005 году снята телеверсия спектакля)
- 1994 — «Поминальная молитва» Г. Горина — житель деревни Анатовка / Менахем Мендл (ввод)
- 1995 — «Королевские игры» — Генрих VIII, король Англии (в 2005 году снята телеверсия спектакля)
- 1997 — «Варвар и Еретик» по роману Ф. Достоевского — маркиз де Грие (ввод)
- 2003 — «Плач Палача» — писатель, он же Орфей (с января 2008 года спектакль снят с репертуара)
- 2005 — «Шут Балакирев» Г. Горина — Вильям Монс, брат Анны Монс / князь Меншиков (ввод; в 2002 году сняты телеверсия спектакля)
- 2006 — «Пролетая над гнездом кукушки (Затмение)» по мотивам романа К. Кизи — Макмэрфи
- 2008 — «Визит дамы» Ф. Дюрренматта — Альфред Илл (с сентября 2012 года спектакль снят с репертуара)
- 2009 — «Шут Балакирев» — Пётр Великий (ввод; в 2011 году снята телеверсия спектакля)
- 2023 — «Бег»[16] по пьесе М. Булгакова — Чарнота

### Режиссёрские работы в театре

#### Ленком Марка Захарова
- 2021 — «Поминальная молитва»[3] по пьесе Григория Горина, восстановление постановки Марка Захарова
- 2023 — «Бег»[16] по пьесе М. Булгакова

#### Театр Российской армии
- 2025 — «Роман»[17] по произведению М. Булгакова «Мастер и Маргарита»

### Работы на телевидении
- 1980 — «Тайна Эдвина Друда» (телеспектакль) — мальчишка (эпизод)
- 1989 — «Село Степанчиково и его обитатели» (телеспектакль в 2-х частях) — Видоплясов (в титрах — Александр Трубецкой).
- 2000 — «Песнь о друге» (клип на музыку Игоря Крутого)
- С 14 сентября 2018 — соведущий телепередачи «Жди меня» на «НТВ»

### Фильмография
1. 1982 — Профессия — следователь (серии № 3-5) — Митя Векшин, сын академика
2. 1989 — Не сошлись характерами — клиент на консультации (эпизод, в титрах — Александр Трубецкой).
3. 1991 — Как живёте, караси? — член банды в джинсовом костюме
4. 1991 — Щен из созвездия Гончих псов — Филипп, рокер
5. 1992—1997 — Мелочи жизни — Олег Денисович («Алик»), телепродюсер
6. 1993 — Провинциальный бенефис — Григорий Незнамов
7. 1994 — Охота — Никифор
8. 1996 — Амата Нобис (короткометражный) — рассказчик / репетитор
9. 1997 — Звёздная ночь в Камергерском — ведущий
10. 1997 — Приятель покойника (Украина, Франция) — Анатолий
11. 1998 — Тело будет предано земле, а старший мичман будет петь — Игорь
12. 1999 — Умирать легко — Илья
13. 2000 — Бременские музыканты и К — пёс-младший
14. 2000 — Игра в любовь — Сергей Барсенев (Орешкин), популярный актёр
15. 2000 — Тайны дворцовых переворотов (фильм № 2 «Завещание императрицы») — Бирон Эрнст-Иоганн, фаворит русской императрицы Анны Иоанновны
16. 2001 — Афера — Андрей Давыдов, бизнесмен
17. 2001 — Мамука — Гоги
18. 2001 — С новым счастьем! 2. Поцелуй на морозе (серии № 2-8) — Юрий Юрьевич Владимирцев, предприниматель, начальник Димы и бывший руководитель Лены Куропатовой
19. 2001 — Сыщики (фильм № 8 «Иерихонские трубы») — Евгений Петрович Балясин, продюсер
20. 2002 — Апрель — священник
21. 2002 — Неудача Пуаро — Гектор Блент, майор, друг Роджера Экройда
22. 2003 — Желанная (серии № 2-3) — Илья (в молодости)
23. 2003 — Идиот — Ганя Иволгин, секретарь генерала Епанчина
24. 2003 — Рецепт колдуньи — Богдан
25. 2003 — Серебро и чернь (документальный)
26. 2004 — Честь имею — Числов, капитан
27. 2005 — Двое у ёлки, не считая собаки — ангел
28. 2005 — Иллюзия мечты (Се ля ви) — Иван
29. 2005 — Небесная жизнь — Игорь Бочин
30. 2006 — Азирис Нуна — папа
31. 2006 — Бедная крошка — Ласточка
32. 2006 — Дом с привидениями (фильм снимался на Кипре, в российском прокате не вышел)
33. 2006 — Женские слёзы (Украина) — Максим, журналист
34. 2006 — Завтрашние заботы — Яков Левин
35. 2006 — Кинофестиваль, или Портвейн Эйзенштейна — Пчелинский, полковник контрразведки
36. 2006 — Парк советского периода — Олег Зимин, популярный тележурналист
37. 2006 — Седьмое небо (Россия-Украина) — Егор Шубин, глава юридической службы холдинга Т. Кольцова
38. 2007 — Спасибо за любовь! — Станислав Михайлович Зорин, предприниматель
39. 2008 — Тяжёлый песок (серии № 14-16) — Ле Курт, немецкий дирижёр, ставший фашистским офицером
40. 2008 — Адмиралъ — Дмитрий Антонович Лебедев, генерал-майор
41. 2008 — Девочка — Дмитрий Невский, журналист
42. 2008 — Застава Жилина — Лаврентий Павлович Берия, нарком
43. 2008 — Пять шагов по облакам — Сергей Геннадьевич Баширов, медиа-магнат
44. 2008 — Тайны дворцовых переворотов (фильм № 7 «Виват, Анна Иоанновна!») — Бирон Эрнст-Иоганн, фаворит русской императрицы Анны Иоанновны
45. 2008 — Трасса М8 (в прокат не вышел) — Алекс, олигарх
46. 2009 — Артефакт — Виктор Николаевич Курганов
47. 2009 — Земский доктор — Юрий Сергеевич Валуев, подполковник
48. 2009 — Террор любовью — Лев Сергеевич Царенков, декан театрального института, муж Нонны
49. 2009 — Хозяйка тайги (фильм № 1 «Золотой капкан») — Виктор Золотарёв, начальник СБ «Шериф»
50. 2009 — Адмиралъ (сериал) — Дмитрий Антонович Лебедев, генерал-майор
51. 2010 — Зайцев, жги! — Кордонский, продюсер канала
52. 2010 — Подарок судьбы — Олег Ключевский, популярный актёр, муж Марины Ракитиной
53. 2010 — Цветы от Лизы — Сергей Михайлович Ливитин, профессор филологии
54. 2010 — Когда цветёт сирень — Аркадий Михайлович, хозяин галереи, друг Макса
55. 2010 — Русская рулетка (женский вариант)
56. 2011 — Тайны дворцовых переворотов (фильм № 8 «Два рыцаря, или Охота на принцессу») — Бирон Эрнст-Иоганн, фаворит русской императрицы Анны Иоанновны
57. 2011 — «Кедр» пронзает небо —  Вернер фон Браун, немецкий учёный-конструктор
58. 2011 — Жизнь и приключения Мишки Япончика (серии № 4-9) — Алексей Николаевич Гришин-Алмазов, генерал-губернатор Одессы
59. 2011 — Комплекс полноценности — Михаил
60. 2012 — Белый человек — Николай Лопаткин (Курт фон Штайгер)
61. 2012 — Снайпер 2. Тунгус — Семён Шацкий, военный корреспондент
62. 2012 — Земский доктор. Продолжение — Юрий Сергеевич Валуев, подполковник
63. 2012 — Эффект Богарне — Валерий Кудрявцев, издатель
64. 2013 — Лекарство против страха — Андрей Ковалёв, врач-хирург, подполковник медицинской службы, Герой России
65. 2013 — Земский доктор. Любовь вопреки — Юрий Сергеевич Валуев, подполковник
66. 2014 — Долгий путь домой — Большаков, столичный чиновник, муж Надежды, отец Ляли
67. 2014 — Екатерина — граф Разумовский
68. 2015 — Память осени — Виктор, старший сын Веры Александровны Иконниковой
69. 2015 — Тайна кумира — Владимир Ильич Максимов, старший следователь МУРа
70. 2015 — Точки опоры — Денис Евгеньевич Негривецкий, профессор физики, консультант в районной прокуратуре, друг прокурора Дмитрия Николаевича Астрова
71. 2016 — За полчаса до весны — Олег, хирург, муж Тамары
72. 2016 — Жили-были мы — дядька с лошадью
73. 2018 — Операция «Мухаббат» — Вячеслав Игоревич Лукьянов, генерал-майор КГБ
74. 2019 — Дипломат — Пётр Лучников, работник российского МИДа
75. 2019 — Мосгаз. Формула мести — Владимир Калашников, народный артист
76. 2019 — Поздний срок — Юрий Смирнов
77. 2019 — Союз спасения — Александр Бенкендорф
78. 2020 — Тобол — Иван Бухгольц, русский военный и государственный деятель, сподвижник Петра I
79. 2020 — Гардемарины 1787. Мир — граф Алексей Григорьевич Орлов-Чесменский
80. 2020 — Пересуд — Игорь Маховец, рецидивист
81. 2020 — Разбитое зеркало — Мирон
82. 2021 — Продавец грез — Взрослый Гоша
83. 2022 — Дипломат 2 — Пётр Лучников, работник российского МИДа
84. 2022 — Союз спасения. Время гнева — Александр Бенкендорф

### Озвучивание
- 2004 — Столичный сувенир (анимационный) — Саша

## Признание
Государственные награды:
- 1996 — Государственная премия Российской Федерации — за театральную работу[18].
- 1999 — почётное звание «Заслуженный артист Российской Федерации» — за заслуги в области искусства[19].
- 2007 — почётное звание «Народный артист Российской Федерации» — за большие заслуги в области искусства[1].
- 2021 — Орден Дружбы — за большой вклад в развитие отечественной культуры и искусства, многолетнюю плодотворную деятельность[20].

Другие награды, премии, поощрения и общественное признание:
- 1996 — «Хрустальная Турандот» — за роль Генриха VIII в спектакле «Королевские игры»[21].
- 1996 — театральная премия Фонда К. С. Станиславского — за роль Генриха VIII в спектакле «Королевские игры».
- 1997 — «Чайка» в номинации «Роковой мужчина» — за участие в спектакле «Королевские игры».
- 1997 — театральная премия газеты «Московский комсомолец» — за участие в спектакле «Королевские игры».
- 1998 — приз кинофестиваля «Виват, кино России!» — за лучшую мужскую роль в к/ф «Тело будет предано земле, а старший мичман будет петь» (Санкт-Петербург)[6].
- 2003 — «Чайка» в номинации «Роковой мужчина» — за участие в спектакле «Плач палача».
- 2005 — премия фонда О. П. Табакова в номинации «За стремительный взлёт в искусстве» — за роль графа Альмавивы в спектакле «Безумный день, или Женитьба Фигаро»[22].
- 2006 — «Чайка» в номинации «Синхронное плавание» — за участие в спектакле «Пролетая над гнездом кукушки» («Затмение»)[23].
- 2008 — III кинофестиваль «Вече» — одна из семи статуэткок «Вера» —— за роль второго плана в фильме «Виват, Анна!»[24]

## Документальные фильмы и телепередачи
- «Александр Лазарев-младший. „Встречи на Моховой“» («Пятый канал», 2009)[25]
- «Александр Лазарев-младший. „Наедине со всеми“» («Первый канал», 2016)[26]
- «Главный аристократ экранов Александр Лазарев-младший» («Мир», 2017)[27]